# The Lady Clare
The Lady Clare é um filme de drama mudo britânico de 1919, dirigido por Wilfred Noy e estrelado por Mary Odette, Jack Hobbs e Charles Quatermaine. É baseado em um poema de Alfred Tennyson.

## Elenco
- Mary Odette - Lady Clare
- Jack Hobbs - Lord Ronald Medwin
- Charles Quatermaine
- Simeon Stuart
- Gladys Jennings - Ann Sheldrake
- Mary Forbes - Lady Julia Medwin
- Barbara Everest - Alice
- Fewlass Llewellyn - Doutor Jenner
- Arthur Cleave - Charles Boulton
- Gilbert Esmond - Duke
- Winifred Evans - Clare Hampden
- Nancy O'Hara - Ursula Hampden